# アトランティス (ウェイン・ショーターのアルバム)
『アトランティス』（Atlantis、ジブラルタル海峡の西方にあったとされる伝説上の大きな島のこと）は、ウェイン・ショーターの16枚目のアルバム。コロムビア・レコードから、1985年に発売された。1975年以降、10年ぶりに発表されたソロ・アルバムである。このアルバムで注目に値することは、即興演奏の割合が相対的に減少し、作曲による構成とグループのアレンジに高い比重が置かれていることである。ブラジルのリズムとファンクのリズムが何曲かで重要な役割を果たしており、また同時に、電気楽器と生楽器の混合によって曲が構成されているともいえる。「"シェア・カーン・ザ・タイガー"」は以前、カルロス・サンタナの1980年に録音されたアルバム『スイング・オブ・デライト』に収録されている。また、このアルバムに収録されている曲のうち何曲かは、ショーターのレパートリーとして、2012年に至るまで、何度も繰り返し演奏されることになる。中でも一番演奏された曲はタイトル曲である「アトランティス」だった。アルバム・ジャケットのデザインは、ショーターの似顔絵を俳優のビリー・ディー・ウィリアムズがパステル画の技法で描いたものである。作曲という観点から見た場合、この「アトランティス」で、普通でない音程差によって作られた旋律と、無駄を省いた印象、そして、対位法によるベース・ラインと組み合わされたドミナント・ナインスのサスペンディド・コードの平行な使用によって生み出された空間、これらが組み合わされている点に注目すべきである。この手法は「オン・ジ・イヴ・オヴ・ディパーチャー（旅立ちの前夜に）」という曲で典型的な形で示されている（この曲は、ジョージ・パルのSFの古典である「地球最後の日」のタイトル曲に似ている）。

## 収録曲
1. "Endangered Species" (Shorter, Joseph Vitarelli) - 4:47
2. "The Three Marias" - 5:48
3. "The Last Silk Hat" - 5:25
4. "When You Dream" (E. Lee, Shorter) - 4:28
5. "Who Goes There!" - 5:29
6. "Atlantis" - 4:34
7. "Shere Khan, the Tiger" - 2:15
8. "Criancas" - 3:40
9. "On the Eve of Departure" - 5:55

All compositions by Wayne Shorter except as indicated
- - Recorded in Hollywood, CA, 1985

## パーソネル
- ウェイン・ショーター: ソプラノ・サキソフォン,、テナー・サキソフォン
- ジム・ウォーカー: フルート、アルトフルート、ピッコロ
- ヤーロン・ジャーショヴスキー: ピアノ
- ミチコ・ヒル: ピアノ
- ジョセフ・ヴィタレリ: シンセサイザー、ピアノ
- マイケル・ホーニング: シンセサイザープログラミング
- ラリー・クレイン: エレキベース
- ラルフ・ハンフリー: ドラム
- アレックス・アクーニャ: ドラム、パーカッション
- レニー・カストロ: パーカッション
- ダイアナ・アクーニャ、ディー・ディー・ベリソン、ナニー・ブルネル、トゥルーヴ・デヴンポート、サナ・ラーハン、エヂー・リー、ケイシー・ルシアン: ヴォーカル